# Bolxoi Raznokol
Bolxoi Raznokol - Большой Разнокол (rus) - és un khútor del krai de Krasnodar, a Rússia. Es troba a la vora sud del liman Raznokol, al delta del riu Kuban. És a 31 km al nord d'Anapa i a 120 km a l'oest de Krasnodar.
Pertany al poble de Iurovka.